# 克雷格·W·雷诺兹
克雷格·W·雷诺兹（英語：Craig W. Reynolds，1953年3月15日—）是一位美国人工生命和计算机图形专家，在1986年发明了仿真人工生命“类鸟群”，曾参与过电影《電子世界爭霸戰》（Tron，1982年）和《蝙蝠侠归来》（Batman Returns，1992年）的特效制作。